# Eleccions legislatives tadjiks de 2020
L'1 de març de 2020 es van celebrar eleccions parlamentàries al Tadjikistan. El resultat va ser una victòria aclaparadora del governant Partit Popular Democràtic, que va obtenir 47 dels 63 escons. L'únic partit de l'oposició, el Partit Socialdemòcrata, només va aconseguir el 0,3% dels vots.
L'Organització per a la Seguretat i la Cooperació a Europa va criticar les eleccions.

## Sistema electoral
Els 63 membres de l'Assemblea de Representants es trien per dos mètodes: 41 membres es trien en circumscripcions uninominals mitjançant el sistema de segona volta, mentre que 22 escons es trien per representació proporcional en una circumscripció única d'àmbit nacional, amb un llindar electoral del 5%. Els votants voten una sola vegada per un candidat en la seva circumscripció uninominal, i el total de vots rebuts en totes les circumscripcions s'utilitza per a determinar els escons proporcionals. En cada circumscripció, la participació dels votants ha de ser d'almenys el 50% perquè les eleccions es declarin vàlides.

## Campanya
Un total de 241 candidats es van presentar a les eleccions, 65 per als 22 escons de la llista de partits i 176 per als 41 escons de les circumscripcions.
El Partit del Renaixement Islàmic del Tadjikistan no va poder participar, en haver estat prohibit per les autoritats per acusacions de terrorisme en 2015.

## Observació electoral
Les eleccions van ser acompanyades per observadors nacionals i estrangers. L'Organització per a la Seguretat i la Cooperació a Europa (OSCE) també va enviar observadors al Tadjikistan. En el seu informe final, van concloure que les eleccions no van complir clarament les normes democràtiques. Van criticar, entre altres coses, la restricció de la llibertat d'expressió i de reunió, el control dels mitjans de comunicació, l'exclusió del Partit Islàmic del Renaixement del Tadjikistan i la falta de pluralisme polític al Tadjikistan. A més, els observadors van registrar nombroses irregularitats el dia de les eleccions, inclosos molts casos de vot múltiple. Per part seva, el president de la comissió electoral del país, Khudoyorzoda, va qualificar les eleccions de «justes» i «transparents».

## Reaccions
El Partit Socialdemòcrata del Tadjikistan, l'únic partit real d'oposició, dirigit pel seu líder Rahmatullo Zoirov, no va reconèixer pas els resultats de les eleccions, acusant les autoritats d'un greu frau electoral. El Partit Socialdemòcrata del Tadjikistan, segons les xifres oficials, només va obtenir el 0,32% dels vots, quedant en últim lloc, i va fracassar una vegada més en el seu intent d'entrar en el Parlament.